# 胡天鸽
胡天鸽（1969年—），中国著名越剧演员及影视女演员。浙江象山人。本名邵红（随母姓邵），原名胡琼芳。

## 生平
1969年，生于浙江宁波市象山县石浦。原名胡琼芳。现常用名字“天鸽”为孙道临所起。父亲系浙江三门越剧团的导演。
早年就有戏剧天赋而从艺。19岁就随团赴上海演出越剧。师从王文娟，是越剧王派弟子。1990年，加盟上海红楼剧团。
丈夫廖京生。

## 代表作品
- 《义胆忠魂》，个人首部从艺电影
- 《古墓荒斋》
- 1998年：《绍兴师爷》
- 《康熙王朝》，饰演藍齊格格
- 2000年：《太平天国》，央视版[2]